# Вяэтса (волость)
Вяэтса (эст. Väätsa) — бывшая волость в Эстонии в составе уезда Ярвамаа.

## Положение
Площадь волости — 195 км², численность населения на 1 января 2010 года составляла 1487 человек.
Административный центр волости — посёлок Вяэтса. Помимо этого, на территории волости находятся ещё 10 деревень.

## История
В ходе административной реформы 2017 года волость Вяэтса была включена в состав волости Тюри.